# 艾氏波魚
艾氏波魚（学名：Rasbora einthovenii）為輻鰭魚綱鯉形目鯉科的其中一個種。

## 分布
本魚分布於馬來半島及印尼的溪流。

## 特徵
本魚體細長，眼大，靠著光線的作用，粉紅色的魚體上會產生紫色折光色彩，從吻端到尾鰭的末端有一條藍黑色條紋；雌魚比雄於魚體側高。體長可達9公分。

## 生態
本魚棲息於靜止或緩慢流動的水域，喜群游，屬肉食性，以昆蟲、蠕蟲、小型甲殼類為食。

## 經濟利用
為觀賞性魚類。